# Le Métailler
Le Métailler är en bergstopp i Schweiz.   Den ligger i distriktet Hérens och kantonen Valais, i den sydvästra delen av landet, 90 km söder om huvudstaden Bern. Toppen på Le Métailler är 3 213 meter över havet, eller 337 meter över den omgivande terrängen. Bredden vid basen är 2,9 km.
Terrängen runt Le Métailler är huvudsakligen mycket bergig. Närmaste större samhälle är Sion, 13,9 km norr om Le Métailler. 
Trakten runt Le Métailler består i huvudsak av gräsmarker. Runt Le Métailler är det glesbefolkat, med 11 invånare per kvadratkilometer.